# Hamry
Hamry är en ort i Tjeckien.   Den ligger i regionen Pardubice, i den centrala delen av landet, 110 km öster om huvudstaden Prag. Hamry ligger 587 meter över havet och antalet invånare är 250.
Terrängen runt Hamry är platt åt sydväst, men åt nordost är den kuperad. Runt Hamry är det ganska glesbefolkat, med 43 invånare per kvadratkilometer. Närmaste större samhälle är Hlinsko, 2,9 km nordväst om Hamry. I omgivningarna runt Hamry växer i huvudsak barrskog.